# 加茂郷郵便局
加茂郷郵便局（かもごうゆうびんきょく）は、和歌山県海南市にある郵便局。民営化前の分類では集配特定郵便局であった。

## 概要
かつては、旧下津町地域を管轄とする集配郵便局であり、町内の集配業務を担当していたが、民営化に先立っての集配郵便局の再編の際に、当該業務を廃止し海南郵便局へ移管した。

## 沿革
- 1956年（昭和31年）10月1日 - 方郵便局から加茂郷郵便局に改称。
- 1986年（昭和61年）2月17日 - 下津郵便局から集配業務を移管。
- 2007年（平成19年）3月5日 - 集配業務を海南郵便局へ移管。同時にゆうゆう窓口（郵便時間外窓口）も廃止。
- 2007年（平成19年）10月1日 - 民営化。
- 2012年（平成24年）10月1日 - 日本郵便株式会社発足。

## 取扱内容
- 郵便、印紙、ゆうパック
- 貯金、為替、振替、振込、国際送金、国債
- 生命保険、バイク自賠責保険
- ゆうちょ銀行ATM

## 風景印
- 図案は国宝・善幅院釈迦堂と長保寺多宝塔とみかんの木。局名表記は「和歌山　加茂郷」
- 使用開始日は1985年11月1日

## 周辺
- 海南市立海南下津高校
- 和歌山県立海南高等学校分校

## アクセス
- JR紀勢本線加茂郷駅前
- 駐車場あり：5台